# 上野泰
上野 泰（うえの やすし、1938年 - ）は、日本の造園家、ランドスケープアーキテクト。おもに日本の公団団地計画・ニュータウン計画における土地利用や公園緑地設計などに関わった実績を持つ。1960年代末、住宅地に対する“量から質へ”という社会的ニーズの中で、横浜市が掲げた3つの基本理念を基に港北ニュータウンは造られた。オープンスペース計画であるグリーンマトリックスシステムは、最重要な基幹的システムとして位置づけられていた。
グリーンマトリックスの実現には、当時の公団設計グループに加えて、ランドスケープアーキテクトである上野が大きな役割を果たしている。上野は、港北N.T.のオープンスペース計画でチーフプロデューサー的役割を務めあげた人物である。

## 経歴
1938年東京生まれ。1962年、千葉大学園芸学部旧造園学科卒業後、近代造園研究所にて、赤羽台団地や日本住宅公団の造園施設標準設計や団地計画に関わる。
1963年から1964年まで、旧武蔵工業大学工学部（現・東京都市大学）講師。1977年にウエノデザイン設立。同代表。1993年から、千葉大学非常勤講師。

## 携わった事業
- 港北ニュータウン：全体計画およびせせらぎ公園、鴨池公園、ささぶね道、みどり橋など（宅地開発研究所、オオバ、曽宇厚之らと共同。1970年 - 1994年）
- 千葉ニュータウン及び市原臨海（1972年 - 1973年、1990年 - 1994年）、
- 多摩ニュータウン
  - 落合鶴牧地区：マスタープランおよび宝野公園、奈良原公園、鶴牧東公園（日本都市総合研究所、曽宇厚之らと共同。1977年 - 1994年、1984年に日本造園学会賞受賞）
  - 向陽台 (稲城市)地区：マスタープランおよび城山公園、近隣2号公園、児童公園、ファインタワー、サイン計画など（日建設計土木部、日本都市総合研究所、山設計工房、斉藤邦彦、曽宇厚之、中央造園設計事務所、大石造園設計事務所、三橋建築設計事務所らと共同）
- 西宮名塩ニュータウン（1955年 - 1991年）
- 美竹公園（東京都渋谷区、1963年）
- 高根台団地：外部計画（千葉県船橋市、1962年）
- 青葉通り：基本設計（静岡市、1986年、1987年に実施設計）
- 葛西臨海公園水族園:基本設計（東京都、1987年）
- 北六甲リサーチパーク道場駅駅前広場：基本設計（1989年）
- 国際花と緑の博覧会会場計画：基本設計（大阪府、1989年）街のエリア南部の協力
- おゆみ野・ちはら台地区計画（千葉市および市原市）
- 新規鉄道（千葉急行線）沿線整備計画Ｎ1駅駅前センター地区
- 竜ヶ崎ニュータウン竜が丘公園：基本設計（1990年）
- 浦安東地区オープンスペース計画：基本設計（1990年）

## 著作
- 『「課題の展開」によせて』「造園雑誌」24(3),1961年3月号
- 『三つの「床」について : 造園デザインの新たな発展のために』「造園雑誌」24(1),1960年8月号
- 『都市におけるみどり』(特集 建築と緑)「建築/保全」26(3),2005年1月号
- 木村弘＋井上忠佳＋上野泰『緑の空間づくり』(<IFLA特集>日本の造園1965-1984 : 日本の造園活動この20年)「造園雑誌」48(4),1985年3月号
- 『近代ランドスケープ遺産と「モダニズム」』 (特集 ランドスケープ遺産インベントリーづくりの現在―地域活動から全国展開に向けた現状と課題)「ランドスケープ研究」 74(4),2011年2月号
- 『多摩ニュータウン落合・鶴牧地区オープンスペースの計画について』(造園学会賞受賞者業績要旨)「造園雑誌」 48(1),1984年8月号
- 上野泰＋曽宇厚之『公共空地特論講義録（平成五年度後期・千葉大学大学院）』「公共空地」研究会、1994年
- 日本住宅公団南多摩開発局『多摩ニュータウン開発計画《自然地形案1965》報告書』1977年